# Crassula grammanthoides
Crassula grammanthoides är en fetbladsväxtart som först beskrevs av Schönl., och fick sitt nu gällande namn av Tölken. Crassula grammanthoides ingår i släktet krassulor, och familjen fetbladsväxter. Inga underarter finns listade i Catalogue of Life.